# ATP Challenger Chiasso
Das ATP Challenger Chiasso (offizieller Name: Challenger Internazionale Dell’Insubria) war ein von 2006 bis 2008 jährlich stattfindendes Tennisturnier, das in Chiasso ausgetragen wurde. Es gehörte zur zweithöchsten Spielklasse im Tennissport, zur ATP Challenger Tour. Rekordsieger des Turniers ist der Österreicher Werner Eschauer, der zweimal den Einzeltitel gewinnen konnte.

## Liste der Sieger

### Einzel
| Jahr | Sieger              | Finalgegner    | Ergebnis  |
| ---- | ------------------- | -------------- | --------- |
| 2008 | Younes El Aynaoui   | Alberto Martín | 7:62, 6:3 |
| 2007 | Werner Eschauer (2) | Michael Berrer | 6:3, 6:2  |
| 2006 | Werner Eschauer (1) | Simon Greul    | 6:1, 6:2  |

### Doppel
| Jahr | Sieger                      | Finalgegner                         | Ergebnis          |
| ---- | --------------------------- | ----------------------------------- | ----------------- |
| 2008 | Mariano Hood Alberto Martín | Fabio Colangelo Marco Crugnola      | 4:6, 7:64, [11:9] |
| 2007 | Bart Beks Matwé Middelkoop  | Teodor-Dacian Crăciun Victor Crivoi | 7:62, 7:5         |
| 2006 | Leonardo Azzaro Lovro Zovko | Amir Hadad Roko Karanušić           | 6:2, 7:5          |